# Liste der Naturdenkmäler in Tiers
Die Liste der Naturdenkmäler in Tiers (italienisch Tires) enthält die fünf als Naturdenkmal ausgewiesenen Objekte auf dem Gebiet der Gemeinde Tiers in Südtirol.
Basis ist das im Internet einsehbare offizielle Verzeichnis der Naturdenkmäler in Südtirol (Stand: 23. Januar 2015). Dabei kann es sich um botanische, geologische oder hydrologische Naturdenkmäler handeln. Die Reihenfolge in dieser Liste orientiert sich an der ID, alternativ ist sie auch nach dem Namen sortierbar.

## Liste
| Foto |                 | Name                                                           | Standort                     | Beschreibung |
| ---- | --------------- | -------------------------------------------------------------- | ---------------------------- | --- |
| ja   | Datei hochladen | Traunmoos ID: 097_G01                                          | 46° 28′ 22″ N, 11° 34′ 2″ O  | Hydrologisches Naturdenkmal: Es handelt sich um einen Moränenkegel, der im unteren Bereich teilweise versumpft und mit Schilf bewachsen ist. Im obersten Teil des Feuchtgebietes befindet sich eine kleine Flachstelle mit einem Bestand der rostroten Kopfbinse. |
| ja   | Datei hochladen | Breibach von der Kläranlage bis zur Gemeindegrenze ID: 097_G02 | 46° 27′ 53″ N, 11° 31′ 17″ O | Hydrologisches Naturdenkmal: Der obere Teil ist relativ stark verbaut und wird auch für die Stromgewinnung genutzt. Der untere Teil hingegen ist noch durchgehend als sehr natürlicher Bachlauf erhalten geblieben.                                               |
| ja   | Datei hochladen | Trauneggmoos ID: 097_G03                                       | 46° 28′ 17″ N, 11° 33′ 25″ O | Geologisches Naturdenkmal: Der untere und zentrale feuchte Bereich ist übersät von Wollgräsern und Schachtelhalmen; auch verschiedene Seggenarten und andere feuchtliebende Pflanzen sind anzutreffen.                                                            |
| BW   | Datei hochladen | Der Oberlauf des Tschaminbaches (Bärenloch) ID: 097_P01        | 46° 29′ 20″ N, 11° 37′ 4″ O  | Hydrologisches Naturdenkmal: |
| BW   | Datei hochladen | Bärenloch (Höhle) ID: 097_P02                                  | 46° 29′ 37″ N, 11° 37′ 26″ O | Geologisches Naturdenkmal: |

| Foto: | Fotografie des Naturdenkmals. Klicken des Fotos erzeugt eine vergrößerte Ansicht. Daneben finden sich zwei Symbole: |
| ID    | Identifikator bei der Abteilung Natur, Landschaft und Raumentwicklung der Südtiroler Landesverwaltung               |